# Gymnanthes glabrata
Gymnanthes glabrata är en törelväxtart som först beskrevs av Carl Friedrich Philipp von Martius, och fick sitt nu gällande namn av Rafaël Herman Anna Govaerts. Gymnanthes glabrata ingår i släktet Gymnanthes och familjen törelväxter. Inga underarter finns listade i Catalogue of Life.